# Decaloba
Decaloba je rod iz porodice Passifloraceae.
Ovaj rod još nema priznatih vrsta. Nije riješen status 19 vrsta.